# Matheus Santana
Matheus Paulo de Santana  (Rio de Janeiro, 2 de abril de 1996) é um nadador brasileiro.

## Trajetória esportiva
Matheus começou a competir em campeonatos nacionais em 2008. Seu primeiro título nacional veio na categoria Juvenil I, em novembro de 2011. Matheus nadou pelo time brasileiro no Multinations, em Corfu, na Grécia, em 2012. No Sul-Americano Juvenil de 2013, realizado em Valparaíso, no Chile, venceu os 100 metros livre e terminou em terceiro lugar nos 50 metros livre.
Matheus se classificou para o Mundial Júnior de Natação de 2013 em Dubai, mas foi cortado da seleção devido à uma alta taxa de diabetes.
Nos Jogos Sul-Americanos de 2014 em Santiago, no Chile, ele ganhou três medalhas de ouro: nos 100 metros livre, nos 4x100 metros livre e nos 4x100 metros medley, batendo o recorde da competição em todas as provas.
No Troféu Maria Lenk de 2014 em São Paulo, Matheus quebrou o recorde mundial júnior duas vezes na prova dos 100 metros livre, com os tempos de 48s85 nas eliminatórias e 48s61 na final. Ele se qualificou para disputar o Campeonato Pan-Pacífico de Natação de 2014, mas decidiu não participar do mesmo devido aos Jogos Olímpicos de Verão da Juventude de 2014.
No Campeonato Brasileiro Júnior e Sênior de natação, em maio de 2014, ele bateu novamente o recorde mundial júnior nos 100 metros livre, com o tempo de 48s35, o sexto melhor tempo do mundo em 2014.
Nos Jogos Olímpicos de Verão da Juventude de 2014 em Nanquim, na China, Matheus ganhou uma medalha de prata nos 4x100 metros livre misto. Na prova dos 50 metros livre, ele obteve outra prata, com o tempo de 22s43, sem ter chegado perto de fazer o seu melhor tempo da carreira. Finalmente, na prova dos 100 metros livre, Matheus ganhou o ouro e quebrou o recorde mundial júnior pela terceira vez, com o tempo de 48s25, o quinto melhor tempo do mundo em 2014. Esse tempo teria lhe dado a medalha de prata no Pan-Pacífico, derrotando grandes nadadores como Nathan Adrian e James Magnussen.
No Campeonato Sul-Americano de Esportes Aquáticos de 2014 em Mar del Plata, na Argentina, Matheus obteve três medalhas de ouro e três de prata. 
Nos Jogos Pan-Americanos de 2015 em Toronto, no Canadá, ele ganhou uma medalha de ouro no revezamento 4×100 metros livre, onde quebrou o recorde do Pan com o tempo de 3m13s66, junto com João de Lucca, Marcelo Chierighini e Bruno Fratus; também terminou em sétimo lugar nos 100 metros livre. 
Aos 19 anos, participou de seu primeiro mundial adulto. No Campeonato Mundial de Esportes Aquáticos de 2015, terminou em quarto lugar na prova dos 4x100 metros livre, junto com Marcelo Chierighini, Bruno Fratus e João de Lucca. César Cielo não nadou a final - embora estivesse escalado, pois sentiu dores no ombro no dia, e não pôde participar.  Nos 100 metros livre, ele quase foi à final, terminando em nono lugar com o tempo de 48s52.  E, nos 4x100 metros livre misto, terminou em sexto lugar, junto com Bruno Fratus, Larissa Oliveira e Daynara de Paula, quebrando o recorde sul-americano com o tempo de 3m25s58.